# Powiat Heves
Powiat Heves (węg. Hevesi járás) – jeden z siedmiu powiatów komitatu Heves na Węgrzech. Siedzibą władz jest miasto Heves.

## Miejscowości powiatu Heves
- Átány
- Boconád
- Erdőtelek
- Erk
- Heves
- Hevesvezekény
- Kisköre
- Kömlő
- Pély
- Tarnabod
- Tarnaméra
- Tarnaörs
- Tarnaszentmiklós
- Tarnazsadány
- Tenk
- Tiszanána
- Zaránk